# Enrique LI de Reuss-Ebersdorf
Enrique LI de Reuss-Ebersdorf (16 de mayo de 1761, Ebersdorf; 10 de julio de 1822, ibídem) fue un conde y, posteriormente, príncipe de Reuss-Ebersdorf.

## Biografía
Enrique LI era hijo del conde Enrique XXIV de Reuss-Ebersdorf y de su esposa la condesa Carolina Ernestina de Erbach-Schönberg. Sucedió a su padre en 1779 como conde de Reuss-Ebersdorf. El 9 de abril de 1806 fue nombrado príncipe de Reuss, en Ebersdorf. Ingresó en 1807 en la Confederación del Rin y en 1815 en la Confederación Germánica.
Enrique LI se casó el 16 de agosto de 1791 con Luisa (1772-1832), hija del conde Gotthelf Adolfo de Hoym y tuvieron los siguientes hijos:
- Carolina (1792-1857)
- Enrique LXXII de Reuss-Ebersdorf (1797-1853)
- Adelaida (1800-1880) ∞ 1820, el príncipe Enrique LXVII de Reuss (línea menor)